# Kid A Mnesia
Kid A Mnesia — переиздание альбомов Kid A (2000) и Amnesiac (2001) английской альтернативной рок-группы Radiohead. Издание также включает в себя третий диск, Kid Amnesia, содержащий ранее не издававшийся материал записанный во время студийных сессий вышеупомянутых пластинок, и кассету с избранными би-сайдами. Помимо этого, 18 ноября состоялся выход виртуальной инсталляция под названием Kid AMnesia, представляющую собой интерактивную экспозицию с музыкой и иллюстрациями из этих альбомов — релиз состоялся на игровой консоли PlayStation 5, а также macOS и Windows.
Kid A Mnesia был выпущен 5 ноября 2021 года на лейбле XL Recordings. В поддержку сборника, в виде синглов, были выпущены ранее неиздававшиеся треки «If You Say the Word» и «Follow Me Around», подкреплённые музыкальными клипами. Компиляция получила положительные оценки критиков.

## Предыстория
Работа над Kid A и Amnesiac проходила одновременно в 1999 и 2000 годах, на студиях в Париже, Копенгагене, Глостере и Оксфорде. В отличие от более раннего гитарного звучания Radiohead, при записи пластинки использовались более разнообразные инструменты, включая Волны Мартено, запрограммированные электронные биты, струнные и «джазовые» валторны. Первоначально музыканты рассматривали возможность выпуска материала в виде двойного альбома, однако сочли, что материал слишком многослоен для такого варианта релиза.
Оба альбома получили смешанные отзывы как от фанатов, так и от критиков, тем не менее впоследствии получив всеобщее признание. На рубеже десятилетий Rolling Stone, Pitchfork и The Times провозгласили Kid A величайшим альбом 2000-х. Также, Kid A занял 20-е место в списке «500 величайших альбомов всех времён» по версии Rolling Stone (за 2020 год), а Amnesiac — 320-е (в рейтинге 2012 года).

## Содержание
Kid A Mnesia содержит альбомы Kid A и Amnesiac, а также третий диск, Kid Amnesiae, включающий ранее неизданный материал со студийных сессий Kid A и Amnesiac. Ремастеринг альбомов не производился.
Третий диск открывает композиция «Like Spinning Plates ('Why Us'? Version)», которая объединяет электронный трек «Like Spinning Plates» с «живой» фортепианной аранжировкой. «If You Say the Word» содержит «нежное» прикосновение пальцев, «зловещий грув», «звенящую» перкуссию и Волны Мартено. «Follow Me Around» — сольная композиция Йорка под аккомпанемент акустической гитары с «парящим» припевом и отсылками к Маргарет Тэтчер.
«Pulk/Pull (True Love Waits Version)» сочетает в себе электронный трек «Pulk/Pull Revolving Doors» с вокалом из «True Love Waits», одной из незавершённых песен группы. Причём изначально «Pulk / Pull Revolving Doors» создавалась музыкантами из версии «True Love Waits», записанной во время сессий для OK Computer. Помимо этого Kid Amnesiae включает альтернативную версию композиции «Morning Bell», би-сайды «Fog» и «Fast-Track», а также отдельные струнные аранжировки из «How to Disappear Completely» и «Pyramid Song».

## Выпуск и продвижение
1 апреля 2021 года Radiohead присоединились к социальной сети TikTok и начали публиковать короткие видеоролики с участием своего маскота Чифтена Мьюса. За несколько месяцев они выложили более 30 видеороликов. В начале сентября музыканты опубликовало комедийное видео, в котором оформитель сольных работ Йорка и Radiohead, Стэнли Донвуд, обсуждает свой отказ от участия в деятельности канала.
Kid A Mnesia был выпущен на виниле, компакт-дисках, аудиокассетах, а также в цифровой версии. Также были выпущены две книги посвящённые художественному оформлению альбомов, подробно описывающие творческий процесс. 7 сентября 2021 года Radiohead состоялся анонс переиздания и выпущен цифровой сингл — ранее не издававшийся трек «If You Say the Word». 23 сентября состоялся релиз видеоклипа на песню «If You Say the Word» (режиссёра Каспера Хэггстрема) — он повествует о двух мужчинах, которые захватывают людей в лесу и привозят их в Лондон, чтобы сделать офисными работниками. Следующий сингл, «Follow Me Around», был выпущен 1 ноября вместе с музыкальным видео, главный герой которого (Гай Пирс) старается спрятаться от БПЛА, который преследует его по всему дому. В октябре 2021 года Донвуд и Йорк организовали выставку художественных работ из Kid A в лондонской штаб-квартире Christie’s.

### Kid A Mnesia Exhibition
9 сентября было объявлено о выпуске цифровой интерактивной выставке Kid A Mnesia Exhibition для PlayStation 5, macOS и Windows, созданной при поддержке Epic Games. Она была разработана компаниями Namethemachine и Arbithibited Good Productions и включает в себя художественные работы Йорка и Донвуда под звуковой дизайн Найджела Годрича. Представители Epic Games описывает её как «перевёрнутую с ног на голову цифровую/аналоговую вселенную», посвящённую юбилею Kid A и Amnesiac .
На разработку выставки Kid A Mnesia Exhibition ушло около двух лет. Первоначально она задумывалась как физическая инсталляция, которая будет демонстрироваться по всему миру, однако эта идея была нарушена пандемией COVID-19 и логистическими проблемами. Релиз Kid A Mnesia Exhibition запланирован на 18 ноября 2021 года.

## Отзывы критиков
| Kid A Mnesia         | Kid A Mnesia      |
| Совокупная оценка    | Совокупная оценка |
| Источник             | Оценка            |
| -------------------- | ----------------- |
| Metacritic           | 97/100            |
| Оценки критиков      |                   |
| Источник             | Оценка            |
| Classic Rock         | [ 20 ]            |
| Exclaim!             | 10/10             |
| The Line of Best Fit | 9/10              |
| Mojo                 | [ 23 ]            |
| NME                  | [ 24 ]            |
| Paste                | 5.5/10            |
| Pitchfork            | 9.2/10            |
| Rolling Stone        | [ 27 ]            |
| Uncut                | [ 28 ]            |
| Under the Radar      | [ 29 ]            |

На сайте-агрегаторе Metacritic Kid A Mnesia имеет рейтинг 97 баллов из 100 на основе 10 рецензий, что, согласно классификации сайта, приравнивается к статусу «всеобщее признание». Критик Mojo отметил влияние Kid A и Amnesiac на другие коллективы, которые смешивали рок и электронную музыку. Джонатан Дин из The Times назвал бонусный диск «настоящей жемчужиной»; он похвалил «потрясающую» альтернативную версию «Like Spinning Plates», заявив, что она демонстрирует «группы одержимую решимостью бросить вызов своему устоявшемуся имиджу [альтернативщиков]», а также назвал «Follow Me Around», «блестящей песней, сделанной в неподходящее время. Группой, которая двигалась дальше». В свою очередь публицист NME Эндрю Тренделл заявил, что бонус-диск «выглядит как полноценный альбом, на который вы могли бы надеяться … [Он] передаёт не только настроение и тайную историю создания, но и является своеобразные продолжение, двух важных, знаковых записей».
Тем не менее, несмотря на большое количество положительных отзывов, некоторые критики выдвигали претензии к переизданию. Так, обозреватель музыкального портала Pitchfork Джейсон Грин посетовал, что Kid Amnesiae не хватало «бросающегося в глаза» качества бонусного материала, в отличие от переиздания другой культовой пластинки Radiohead — OK Computer OKNOTOK 1997 2017. По мнению Грина в этом релизе «не было представлено альтернативной точки зрения, которая могла бы изменить наше понимание группы, написавшей материал для этих альбомов». В свою очередь рецензент из вэбзина Paste Саби Рейес-Кулкарни вовсе счёл переиздание разочаровывающим, написав, что бонусный диск представляет собой «ассорти из полусырых объедков».

## Список композиций
Слова и музыка всех песен — Radiohead (Том Йорк, Джонни Гринвуд, Эд О’Брайен, Колин Гринвуд и Фил Селуэй), за исключением отмеченных..
| №                   | Название | Длительность |
| ------------------- | --- | ------------ |
| 1.                  | «Everything in Its Right Place» | 4:11         |
| 2.                  | «Kid A» | 4:44         |
| 3.                  | «The National Anthem» | 5:51         |
| 4.                  | «How to Disappear Completely» | 5:56         |
| 5.                  | «Treefingers» | 3:42         |
| 6.                  | «Optimistic» | 5:15         |
| 7.                  | «In Limbo» | 3:31         |
| 8.                  | «Idioteque» (Radiohead, Paul Lansky, Arthur Kreiger)                                                                                 | 5:09         |
| 9.                  | «Morning Bell» | 4:35         |
| 10.                 | «Motion Picture Soundtrack» (song ends at 3:20; includes an untitled hidden track from 4:17 until 5:09, followed by 1:52 of silence) | 7:01         |
| Общая длительность: | Общая длительность: | 49:57        |

| №                   | Название                                  | Длительность |
| ------------------- | ----------------------------------------- | ------------ |
| 11.                 | «Packt Like Sardines in a Crushd Tin Box» | 4:00         |
| 12.                 | «Pyramid Song»                            | 4:49         |
| 13.                 | «Pulk/Pull Revolving Doors»               | 4:07         |
| 14.                 | «You and Whose Army?»                     | 3:11         |
| 15.                 | «I Might Be Wrong»                        | 4:54         |
| 16.                 | «Knives Out»                              | 4:15         |
| 17.                 | «Morning Bell/Amnesiac»                   | 3:14         |
| 18.                 | «Dollars and Cents»                       | 4:52         |
| 19.                 | «Hunting Bears»                           | 2:01         |
| 20.                 | «Like Spinning Plates»                    | 3:57         |
| 21.                 | «Life in a Glasshouse»                    | 4:34         |
| Общая длительность: | Общая длительность:                       | 43:57        |

| №                   | Название                                   | Длительность |
| ------------------- | ------------------------------------------ | ------------ |
| 22.                 | «Like Spinning Plates» ('Why Us?' Version) | 5:04         |
| 23.                 | «Untitled v1»                              | 1:48         |
| 24.                 | «Fog» (Again Again Version)                | 2:25         |
| 25.                 | «If You Say the Word»                      | 4:22         |
| 26.                 | «Follow Me Around»                         | 5:19         |
| 27.                 | «Pulk/Pull» (True Love Waits Version)      | 2:46         |
| 28.                 | «Untitled v2»                              | 0:46         |
| 29.                 | «The Morning Bell» (In the Dark Version)   | 2:00         |
| 30.                 | «Pyramid Strings»                          | 1:18         |
| 31.                 | «Alt. Fast Track»                          | 1:32         |
| 32.                 | «Untitled v3»                              | 1:16         |
| 33.                 | «How to Disappear Into Strings»            | 5:32         |
| Общая длительность: | Общая длительность:                        | 34:08        |

| №                   | Название                                                  | Длительность |
| ------------------- | --------------------------------------------------------- | ------------ |
| 1.                  | «Kinetic» (from "Pyramid Song" single)                    | 4:06         |
| 2.                  | «Fast-Track» (from "Pyramid Song" single)                 | 3:17         |
| 3.                  | «Cuttooth» (from "Knives Out" single)                     | 5:24         |
| 4.                  | «The Amazing Sounds of Orgy» (from "Pyramid Song" single) | 3:38         |
| 5.                  | «Trans-Atlantic Drawl» (from "Pyramid Song" single)       | 3:02         |
| Общая длительность: | Общая длительность:                                       | 19:27        |

## Участники записи
| Radiohead - Колин Гринвуд - Джонни Гринвуд - Эд О’Брайен - Фил Селуэй - Том Йорк Дополнительные музыканты - Orchestra of St John’s под руководством Джона Лаббока — струнные инструменты на треках «Pyramid Song» и «Dollars and Cents» - Генри Биннс — ритмовые сэмплы на треке «The National Anthem» Духовые инструменты на треке «The National Anthem»: - Энди Баш — труба - Стив Хэмилтон — альтовый саксофон - Мартин Хэтэуэй — альтовый саксофон - Энди Хэмилтон — теноровый саксофон - Марк Локхарт — теноровый саксофон - Стэн Харрисон — баритоновый саксофон - Лайам Керкман — тромбон - Майк Кирси — басовый тромбон | На треке «Life in a Glasshouse»: - Хамфри Литтелтон — бэнд-лидер, труба - Пол Бридж — контрабас - Джимми Хастингс — кларнет - Адриан Макинтош — ударные - Пит Стрэндж — тромбон Технический персонал - Стэнли Донвуд — дизайн обложки и упаковки - Найджел Годрич — продюсер и звукоинженер - Radiohead — продюсирование - Грэм Стюарт — ассистент звукоинженера - Дэн Греч-Маргуерат — звукоинженер на «Life in a Glasshouse» - Джерард Наварро — звукоинженер - Грейми Стюарт — звукоинженер - Крис Блэр — мастеринг (треки 1—10) - Боб Людвиг — мастеринг (треки 12—21) Художественное оформление и дизайн - Стэнли Донвуд — изображения, дизайн («Landscapes, Knives and Glue») - Том Йорк — изображения («Landscapes, Knives and Glue») |

## Чарты
| Чарт (2021)                                  | Высшая позиция |
| -------------------------------------------- | -------------- |
| Australian Albums (ARIA)                     | 3              |
| Нидерланды (Album Top 100)                   | 6              |
| Германия (Offizielle Top 100)                | 7              |
| Ирландия (Irish Albums Chart)                | 3              |
| Italian Albums (FIMI)                        | 29             |
| Япония (Oricon)                              | 7              |
| Japanese Hot Albums (Billboard Japan)        | 14             |
| Норвегия (VG-lista)                          | 23             |
| Шотландия (Scottish Albums Chart)            | 3              |
| Великобритания (UK Albums Chart)             | 4              |
| Великобритания (UK Independent Albums Chart) | 1              |